# Betty Schuller
Betty Schuller (* 11. März 1860 in Schäßburg; † 8. August 1904 ebenda) war eine siebenbürgisch-sächsische Malerin.

## Leben
Betty Schuller war eine Tochter des Malers, Lithografen und Fotografen Ludwig Friedrich Schuller (1826–1906), der seit 1857 in Schäßburg lebte und am dortigen Gymnasium als Zeichenlehrer unterrichtete. Ihre erste künstlerische Ausbildung erhielt sie bei ihrem Vater.
Da Betty Schuller lebenslang unter gesundheitlichen Problemen wie wiederkehrenden Kopfschmerzen litt, verzögerten sich ihre Studien. 1884/1885 besuchte sie die Landschaftsschule der Zeichenakademie in Graz. Damit war sie die erste Siebenbürgerin, die an einer ausländischen Kunstschule studierte. Zu ihren Lehrern gehörte der Landschaftsmaler Hermann von Königsbrunn.
Anschließend kehrte Betty Schuller wieder nach Schäßburg zurück. Eine dort 1893 stattfindende Ausstellung von Robert Wellmann (1866–1946) beeinflusste sie, so dass sie sich auch der Ölmalerei zu widmen begann. 1897 machte sie die Bekanntschaft des ungarischen Malers Edvi Illés Aladár (1870–1958), der in Schäßburg und Umgebung der Freilichtmalerei nachging und Aquarelle in impressionistischem Stil schuf. Über mehrere Jahre arbeiteten sie in den Sommermonaten zusammen und stellten auch gemeinsam in Hermannstadt aus. Schuller konzentrierte sich nun fast ausschließlich auf die Aquarellmalerei und integrierte Elemente des Impressionismus in ihre Arbeit.
Schuller stellte neben Hermannstadt (u. a. 1898 Kunsthandlung Ludwig Michaelis), auch in Schäßburg und Kronstadt aus. 1898 nahm sie mit einer Ansicht von Schäßburg in Aquarell an der internationalen Frühjahrsausstellung der Ungarischen Gesellschaft der Schönen Künste (Országos Magyar Képzőművészeti Társulat) in Budapest teil.
1898 reiste Betty Schuller nach München, um den Kunstbetrieb kennenzulernen und ihre Studien in dem Atelier eines bekannten Meisters fortzuführen, wurde jedoch trotz positiver Reaktionen auf ihre Arbeiten abgewiesen. Nach ihrer Rückkehr konnte sie noch einige Zeit künstlerisch tätig sein, war dann jedoch erneut jahrelang bettlägerig. Sie starb 1904 im Alter von 44 Jahren in Schäßburg.
1905 organisierte die Ortsgruppe Schäßburg des „Sebastian Hann-Vereins für heimische Kunstbestrebungen“ eine Gedenkausstellung für Betty Schuller, bei der ca. 100 ihrer Aquarelle präsentiert wurden.

## Werk

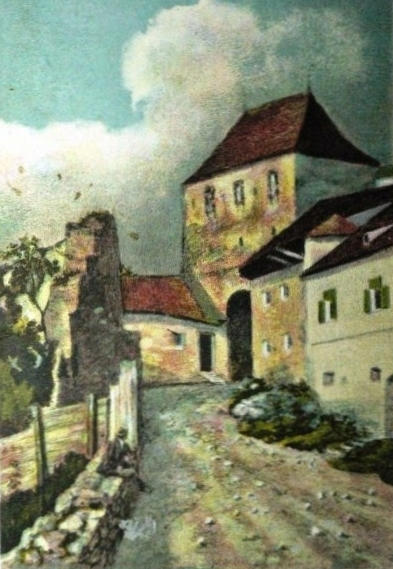
Schneiderturm in Schäßburg, Postkarte nach einem Aquarell von Betty Schuller

Betty Schuller wirkte vor allem als Aquarellmalerin. Sie malte Landschafts- und Naturstudien, Stadtansichten (Alt-Schäßburg, Hermannstadt, Kronstadt) und Blumenstücke. Ihre Werke sind detailreich und vorwiegend kleinformatig. Mit Hilfe von Impressionismus-Elementen gibt sie wechselnde Naturstimmungen empfindsam wieder. Ihre Landschaften sind farbensatt und romantisch überhöht.
Im Verlag der Ortsgruppe Schäßburg des Sebastian Hann-Vereins erschienen unter anderem 1905 fünf Künstlerpostkarten nach Schullers Aquarellen unter dem Titel Alt Schäßburg (Fassbinderturm, Turmgasse, Schneiderturm, Stundturm, Häusergruppe).
Betty Schuller fand als Aquarellmalerin große Anerkennung in ihrer Heimat. Der Maler und Gymnasialprofessor Carl Dörschlag rezensierte Schullers Werk mehrfach positiv im Siebenbürgisch-Deutschen Tageblatt. So schrieb er anlässlich einer Ausstellung 1898 in Hermannstadt: „Fräulein Betty Schuller aus Schäßburg ist wieder mit ihren vielbewunderten und begehrten Aquarellen da! Das Publikum schätzt an ihr die liebevolle Durchführung, die „Intimität“; der Kunstverständige den Ernst, mit dem sie sich ihrer Aufgabe hingiebt und die Liebenswürdigkeit, mit der sie bei Auswahl ihrer Objekte verfährt, und die malerische Auffassung derselben. Beide besticht der poetische Hauch, der über ihren Malereien liegt.“
Betty Schullers Œuvre ist nicht sehr umfangreich und die meisten Werke befinden sich in Privatbesitz. Das Brukenthal-Museum hält vier ihrer Aquarelle.
Werke (Auswahl)
- Flußlandschaft bei Schäßburg, um 1900, Aquarell
- Segesvári vár tér (Schlossplatz Schäßburg), 1898 Ausstellung der Nationalen ungarischen Gesellschaft der Schönen Künste, Aquarell
- Pfarrhof von Heltau, 1900 Ausstellung Buchhandlung Seraphin
- Zigeunerhütte (Romahütte im Mittelgrund, links hinten Dach einer zweiten Hütte, Bank an Einfriedung, Baum links vorn, Weg von vorn links nach rechts in den Mittelgrund, hinten Bäume und Bergkamm), Aquarell, 43,7 × 30 cm, Bezeichnung links unten „B. Sch. 1900“, Brukenthal-Museum, Ankauf 1905 von der „Betty Schuller-Ausstellung“ in Schäßburg[6]
- Ansicht der Jakobskapelle, Aquarell, Brukenthal-Museum
- Ansicht der Pempflingergasse, Aquarell, Brukenthal-Museum
- Altes Gehöft, Aquarell,  Brukenthal-Museum